# Le vie del male
Le vie del male è un film del 1912 diretto dal regista Alfredo Robert.

## Trama
Giorgio De Lancy conduce una vita tranquilla e morigerata fino al giorno in cui conosce Luciana, moglie del conte Alberto, e se ne innamora. Luciana è una donna che ama civettare coi suoi ammiratori, ma quando Giorgio si dichiara lei lo tratta con disprezzo. Profondamente umiliato giura a se stesso di dimenticarla e se ne torna al suo lavoro. Qualche tempo dopo, però, il conte Alberto perde una grossa somma di denaro in borsa. Luciana si rivolge dapprima al banchiere De Breveil, che acconsente a condizione che diventi sua. La donna rifiuta e si rivolge a Giorgio, che pur trattandola con estrema freddezza le concede il prestito. Il gesto dell'uomo opera un cambiamento, ora se ne sente attratta ma lui la rifiuta decisamente. Offesa, Luciana si vendica facendo arrivare al marito una lettera anonima in cui si afferma che lei e Giorgio sono amanti. Alberto sfida così il presunto amante a duello e vi rimane ferito. Luciana, temendo che resti anche ucciso, confessa la verità e chiede perdono, ma entrambi la scacciano per sempre e rimangono amici.

## Elenco dei quadri
1. In casa di Alberto
2. Amore deriso
3. Un crack in Banca
4. Rovinato!
5. Per salvare il marito
6. Dal banchiere Breveil
7. Da Giorgio De Lancy
8. Dignitosa freddezza
9. Salvo
10. Un invito imbarazzante
11. Maliarda seduttrice
12. L'orgoglio dell'amore offeso
13. Risoluto rifiuto
14. Ai giardini pubblici
15. Strana vendetta
16. La lettera anonima
17. Disonorato
18. Di fronte al rivale!
19. Riprendi il tuo denaro! Ora siamo pari...
20. Una partita al bersaglio
21. Il duello
22. Tardo pentimento
23. Scacciata

## Critica
(Il Cinema-Teatro, 2 giugno 1912)